# راساينيس
بلدية راساينيس (بالإسبانية: Rasines)‏، هي إحدى بلديات منطقة كانتابريا, المصنفة على أنها مقاطعة أيضاً، في شمال إسبانيا.
يبلغ عدد سكانها 947 نسمة وفقاً لإحصائية سنة (2002).